# ペルシカリア (バンド)
ペルシカリアは、日本のインディーズバンド。埼玉県出身。UK.PROJECT所属。

## メンバー
- 矢口結生(ギターボーカル)
- たいぴょん（ギター）
- 中村達也（ドラム）
- 中垣  (ベース)

## サポートメンバー
・よねくぼ(ドラム)(年齢バンド Gt.Vo)

## 旧サポートメンバー
- 栗林（ギター）
- 菅沼（ギター）(sweet rain Gt.)
- 宮田（ドラム）(sidenerds Dr.)
- よしはらこーが(ベース)(yodomi Gt.Vo)
- 熱源(ギター) (straws Gt.Vo)

## 略歴

### 2020年
・3月19日  since君がいなくなった日。ペルシカリアを結成。
結成当時のメンバーは矢口結生。加えて、よしはらこーが、栗林、宮田がサポートメンバーとなる。
・ペルシカリアの由来は、当時「バンドをしよう」と約束をしていた同級生が亡くなったことにより矢口結生がバンド結成を決意。同級生の名前に"藍"が入っていたことから藍にまつわるものを矢口結生が調べていたところ、ペルシカリアという花を見つける。結成のきっかけになった同級生の形を残すこと、また矢口結生が憧れているバンドの名前がカタカナだったことも重なり、このバンド名になった。なお、同級生が愛用していた藍色のギターは矢口結生が持っている。また、現在のメンバーの中垣(ベース)は当時同級生のバンドのメンバーだった。
・12月7日  ボーカル矢口結生が「ショートカット feat. 矢口結生」を発表。バンド yutori に楽曲提供。

### 2021年
・栗林が脱退。
・宮田が活動休止を発表。
・初ライブを行う。 1st demo E.P.「髪を切った君をいつか」リリース 
・1st E.P. 「涙が出てくる3秒前」リリース
・YouTubeにて初のMVとなる「さよならロングヘアー」公開。

### 2022年
・初ツアー「青すぎる青春をこの街で賭けて」を行う。 

2nd E.P.「伝えない事の届け方」を発表。 宮田が脱退。

よしはらこーがが5月のツアーをもってサポート期間終了を発表。

「青すぎる青春をこの街で賭けて」

5/5（木・祝）新代田FEVER　ゲスト　ルサンチマン

5/12 (Thu)　堺 Tick-Tuck　ゲスト　Blue Mash

・「ショートカット」MV公開。
・「歓声の先」配信開始、MV公開。

### 2023年
・1月21日  自身最大規模となる幕張メッセで行われるLIVE HOLICに参加。
・1月25日  配信シングル「タイムオーバー」リリース。
・2月24日　UK.PROJECTに所属することを公式Twitterで発表。
・4月5日　1st mini album「優しさとは未来への種まきです」をリリース。
・「鳴らせtour 2023」開催。

4月16日(日) 東京 新代田FEVER　ゲスト：プッシュプルポット

4月29日(土) 大阪 Live House Pangea　ゲスト：ルサンチマン

4月30日(日) 愛知 名古屋RAD SEVEN　ゲスト：3markets[ ]

・5月6日 「JAPAN JAM 2023」BUZZステージ出演
・5月7日　初ワンマンライブ「貴方の夢の続き」新所沢THE ROCK開催。
・8月30日　EP「俺様は世間に用がある」をリリース。
・9月22日（金）「矢口結生生誕祭」渋谷 Shibuya Milkyway開催　ゲスト 35.7
・ワンマンツアー「BreakPoint tour 2023」開催

9月08日（金）新宿LOFT　w/MOSHIMO、Organic Call

9月17日（日）大阪Live House ANIMA　w/板歯目、かずき山盛り

9月18日（月祝）名古屋CLUB UPSET　w/ Bye-Bye-Handの方程式、からあげ弁当

10月8日（日）福岡LIVEHOUSE OP’s　w/ Blue Mash

10月21日（土）札幌KLUB COUNTER ACTION　w/ ルサンチマン

10月22日（日）仙台FLYING SON　w/ クジラ夜の街

### 2024年
・初ワンマンツアー「Service Ace tour 2024」開催　　全公演SOLD OUT！

3月09日（土）下北沢DaisyBar

3月23日（土）名古屋CLUB ROCK’N’ROLL

3月24日（日）大阪Live House Pangea

3月30日（土）新所沢THE ROCK

・「百万石音楽祭2024～ミリオンロックフェスティバル～」出演
・「MURO FESTIVAL 2024」出演
・「埼玉 3 SET」開催　全公演SOLD OUT！

7月26日（金）新所沢THE ROCK　w/ Sunny Girl

7月27日（土）川越DEPARTURE　w/ 35.7

7月28日（日）越谷EASYGOINGS　ONE MAN FLOOR LIVE
・9/25(水)ニューアルバム「神様は僕達と指切りなんてしないぜ」リリース
・「From Majix tour 2024」開催

9月23日（月祝）渋谷 Shibuya Milkyway　ワンマン

10月19日（土）神戸 太陽と虎　w/bokula.

10月20日（日）名古屋 CLUB ROCK’N'ROLL　w/Brown Basket
　11月30日（土）大阪LIVE HOUSE BRONZE w/Arakezuri
　12月01日（日）名古屋RAD SEVEN　w/東京、君がいない街・kurage　
　12月14日（土）渋谷O-CREST　w/アルステイク

### 2025年
・1月22日　配信シングル「ラブソング」リリース
・2月19日　配信シングル「右手」リリース
・3月19日　下北沢シャングリラにて自身最大規模となる五周年ワンマン「窓に映るのは君といた街」開催。会場限定CD「悲しみについて」販売
・「Gym Battle tour 2025」開催
4月26日(土)新所沢THE ROCK w/年齢バンド
5月2日(金)Shibuya Spotify O-Crest w/時速36km
5月10日(土)福岡LIVE HOUSE Queblick w/yutori
5月11日(日)岡山 PEPPERLAND w/鉄風東京
5月24日(土)札幌 KLUB COUNTER ACTION w/ルサンチマン、KOHAKU
5月25日(日)仙台LIVE HOUSE enn 3rd w/ルサンチマン
5月31日(土)名古屋LIVE HOUSE CIRCUS w/the 奥歯's、Atomic Skipper
6月1日(日)大阪LIVEHOUSE BRONZE w/the 奥歯's
6月7日(土)下北沢SHELTER w/Sunny Girl

## 楽曲提供
- yutori「ショートカット」（2020年）[1]

ペルシカリアの楽曲「さよならロングヘアー」のアンサーソングとしてかかれた。バンド yutori に楽曲提供。